# Парень из Калифорнии (фильм)
«Парень из Калифорнии» (англ. The California Kid) — американский телефильм 1974 года. В ролях: Мартин Шин, Вик Морроу, Ник Нолти, Мишель Филлипс, Гэри Морган и Дженит Болдуин.

## Сюжет
Шериф-психопат Рой Чилдресс (Вик Морроу) расправляется с нарушителями правил дорожного движения, сбрасывая их с горной дороги в пропасть. В смертельную борьбу с ним вступает юноша, решает отомстить за погибшего брата.

## В ролях

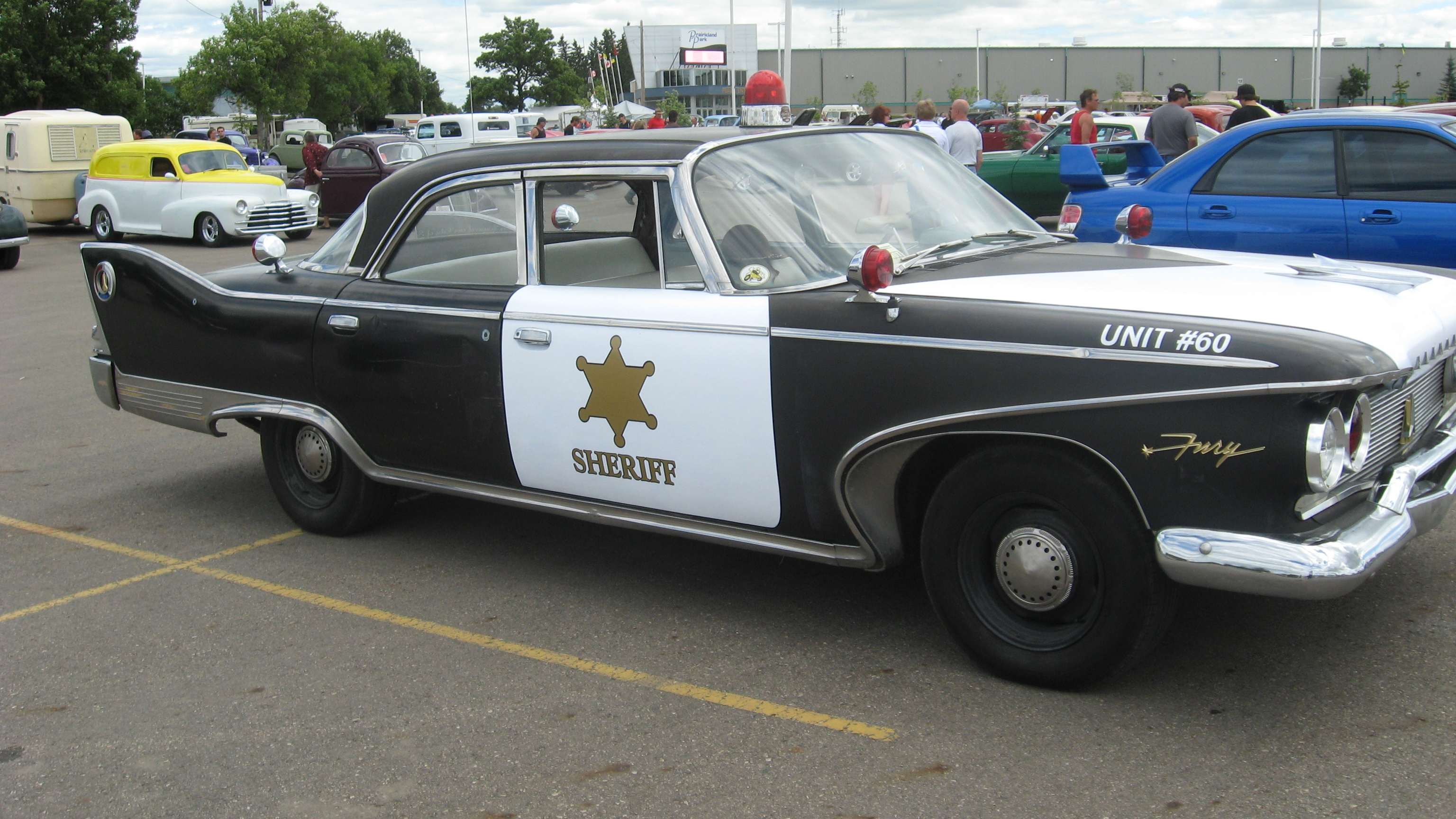
Полицейский автомобиль Фури 1960-х годов.

| Актёр              | Роль                |
| ------------------ | ------------------- |
| Мартин Шин         | Майкл Маккорд       |
| Вик Морроу         | Шериф Рой Чилдресс  |
| Стюарт Марголин    | Заместитель         |
| Фред Даунс         | Судья Джей Эй Хукер |
| Джо Эстевес        | Дон Маккорд         |
| Мишель Филлипс     | Мэгги               |
| Дженит Болдуин     | Неженка             |
| Моника Хенрейд     | Джерри              |
| Сэнди Браун Уайет  | Леона               |
| Барбара Коллентайн | Эдит                |
| Ник Нолти          | Базз Стаффорд       |
| Гэри Морган        | Лайл Стаффорд       |
| Дон Мэнтут         | Джек                |
| Бритт Лич          | Джонни              |
| Норман Бартольд    | Говард              |
| Майкл Ричардсон    | Чарли               |
| Гэвэн О`Херлихи    | Том                 |
| Джек Маккаллок     | Пит                 |
| Кен Джонсон        | Харли               |
| Трент Долан        | Незнакомец          |

### Съёмочная группа
- Режиссёр — Ричард Т. Хеффрон
- Продюсеры — Хоуи Хорвитц, Пол Мэйсон
- Сценарист — Ричард Комптон
- Оператор — Терри К. Миде
- Композитор — Лучи Де Джизус
- Монтаж — Роберт Ф. Шугру, Ричард Белдинг